# Kristin Demann

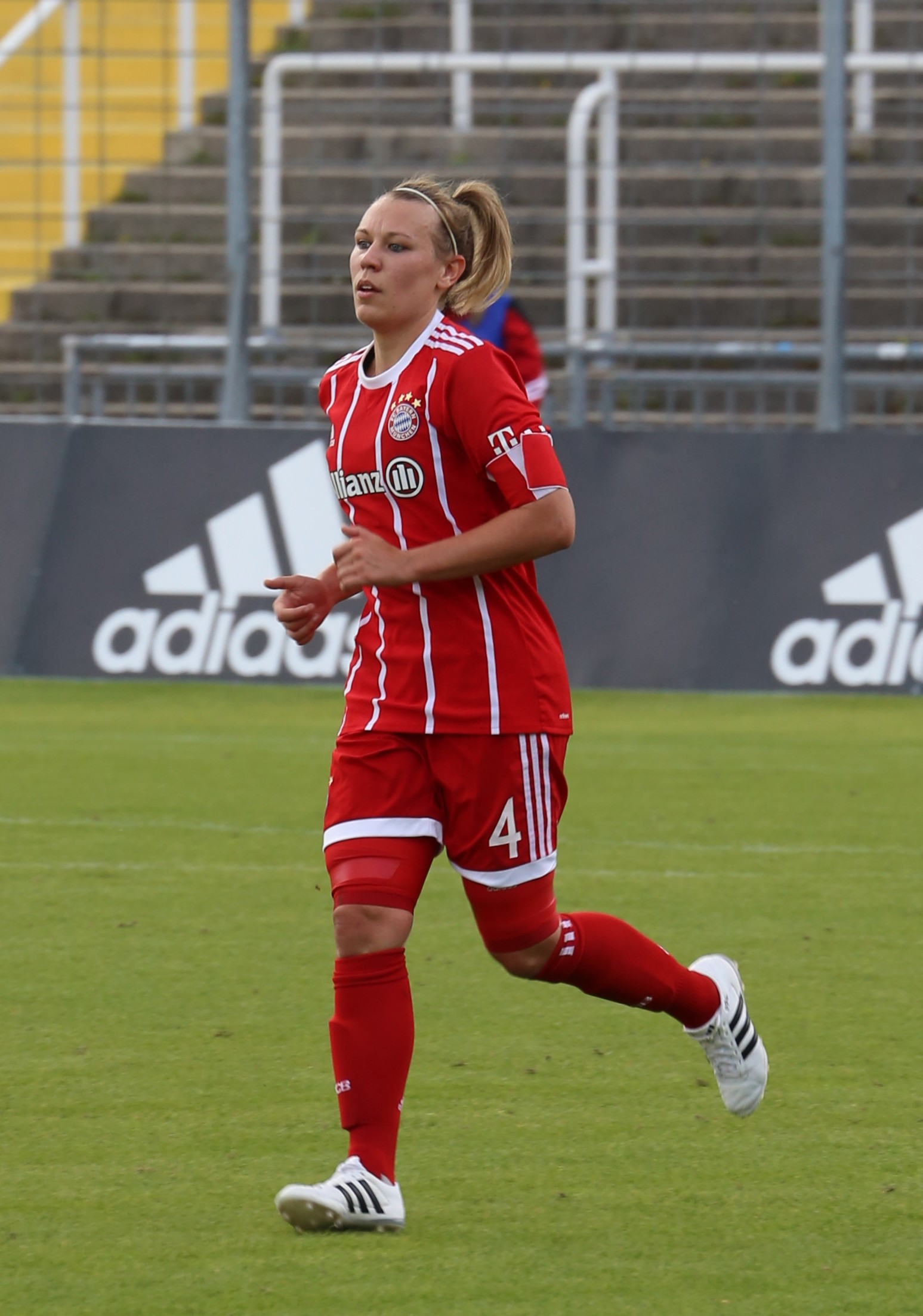
September 2017

Kristin Demann (* 7. April 1993 in Gehrden) ist eine ehemalige deutsche Fußballspielerin. Die Abwehrspielerin spielte zuletzt für den VfL Wolfsburg.

## Karriere

### Vereine
Demann begann im Alter von fünf Jahren beim FC Bennigsen, einem Ortsteilverein von Springe, mit dem Fußballspielen. Im Januar 2009 wechselte sie zunächst zum TSV Havelse, bevor im Sommer desselben Jahres der Wechsel in die Jugendabteilung des 1. FFC Turbine Potsdam folgte. Parallel gehörte sie auch dem Kader der Zweiten Mannschaft an, für die sie am 20. September 2009 (1. Spieltag) beim 4:1-Sieg im Auswärtsspiel gegen den FSV Gütersloh 2009 in der 2. Bundesliga debütierte. Mit den B-Juniorinnen gewann sie im Jahr 2010 in Potsdam das Endspiel um die deutsche B-Juniorinnen-Meisterschaft.
Zur Saison 2010/11 rückte sie in die Erste Mannschaft auf, für die sie am 22. September 2010 in der Champions-League-Sechzehntelfinalpartie gegen Åland United debütierte. Vier Tage später kam sie auch beim 1:1-Unentschieden im Auswärtsspiel gegen den FCR 2001 Duisburg, mit Einwechslung für Nadine Keßler in der 81. Minute, in der Bundesliga zum Einsatz. Mit Turbine gewann sie 2011 und 2012 die deutsche Meisterschaft.
Im April 2012 erlitt sie einen Kreuzbandriss und kam in der folgenden Spielzeit dadurch nur selten zum Einsatz. Zur Saison 2013/14 wechselte sie auf Leihbasis für ein Jahr zum Bundesligaaufsteiger TSG 1899 Hoffenheim. Bei den Kraichgauern wurde sie auf Anhieb Stammspielerin und bestritt sämtliche Saisonspiele über 90 Minuten. Am 5. Juni 2014 gab Hoffenheim schließlich die dauerhafte Verpflichtung Demanns bekannt. Sie unterschrieb dort einen Zweijahresvertrag.
Demann wechselte 2017 zum FC Bayern München. Ihr Debüt gab sie am 2. September 2017 (1. Spieltag) beim 3:0-Sieg im Auswärtsspiel gegen die SGS Essen von Beginn an. Ihr erstes Bundesligator für die Bayern erzielte sie am 1. Oktober 2017 (4. Spieltag) beim 4:0-Sieg im Auswärtsspiel gegen die TSG 1899 Hoffenheim mit dem Treffer zum 3:0 in der 49. Minute.
Anfang 2022 wechselte sie auf Leihbasis zum 1. FC Köln. Zur Saison 2022/23 wurde sie vom VfL Wolfsburg verpflichtet, bei dem sie einen bis zum 30. Juni 2025 gültigen Vertrag unterzeichnete. Im Sommer 2025 beendete sie ihre aktive Karriere.

### Nationalmannschaft
Ihr erstes Länderspiel bestritt sie für die U15-Nationalmannschaft am 11. April 2007 in Buckinghamshire, das mit 2:0 gegen die Auswahl Englands gewonnen wurde.
Bei den U16-Juniorinnen folgte ihr erster Einsatz am 22. April 2009 in Castelfranco di Sotto beim 4:1-Sieg gegen die Auswahlmannschaft Schottlands. Mit der U16-Nationalmannschaft nahm sie im Juni 2009 am Turnier um den Nordic-Cup in Schweden teil und erreichte dort mit der Mannschaft nach der 1:2-Niederlage gegen den Gastgeber den zweiten Platz.
Am 4. September 2009 debütierte sie in der U17-Nationalmannschaft, als diese ein 0:0-Unentschieden gegen die Auswahlmannschaft Islands erreichte. Sie nahm an der vom 22. bis 26. Juni 2010 in Nyon/Schweiz ausgetragenen Europameisterschaft teil und wurde mit der Mannschaft Turnierdritte. Sie nahm ebenfalls an der vom 5. bis 25. September 2010 in Trinidad und Tobago ausgetragenen U17-Weltmeisterschaft teil, gelangte mit der Mannschaft bis ins Viertelfinale (0:1 gegen die Auswahl Nordkoreas) und erzielte am ersten Turniertag, beim 9:0-Sieg über die Auswahl Mexikos, ihr einziges Länderspieltor in dieser Altersklasse und in diesem Wettbewerb. In beiden Turnieren war sie Spielführerin ihrer Mannschaft.
Ihr Debüt in der U19-Nationalmannschaft gab sie am 23. Februar 2011 in Nettetal beim 2:0-Sieg über die Auswahlmannschaft der Niederlande. Vom 30. Mai bis 11. Juni 2011 nahm sie mit der Mannschaft an der Europameisterschaft in Italien teil und drang bis ins Finale vor, das mit 8:1 gegen die Auswahl Norwegens gewonnen wurde.
Anschließend folgte ihr Debüt in der U20-Nationalmannschaft, beim 4:0-Sieg am 25. Oktober 2011 in Bitburg gegen die Auswahlmannschaft Belgiens.
Im September 2015 wurde sie erstmals in den Kader der A-Nationalmannschaft berufen, nachdem Babett Peter verletzungsbedingt absagen musste. Am 22. Oktober 2015 gab sie in Wiesbaden – mit Einwechslung für Annike Krahn in der 74. Minute – ihr Debüt in der A-Nationalmannschaft, die das EM-Qualifikationsspiel gegen die Nationalmannschaft Russlands mit 2:0 gewann. Ihr erstes Länderspieltor für die A-Nationalmannschaft erzielte sie am 16. September 2017 beim 6:0-Sieg im Qualifikationsspiel für die Weltmeisterschaft 2019 über die Nationalmannschaft Sloweniens mit dem Treffer zum Endstand in der 88. Minute.

## Erfolge
Nationalmannschaft
- U19-Europameister 2011
- Dritter der U17-Europameisterschaft 2010
- Finalist Nordic Cup 2009

Vereine
- Champions League-Finalist 2023
- Deutscher Meister 2011, 2012, 2021
- DFB-Pokal-Sieger 2023, 2024, -Finalist 2018
- Deutscher B-Juniorinnen-Meister 2010

## Sonstiges
Demann war Schülerin an der Potsdamer Sportschule „Friedrich Ludwig Jahn“, die sie 2012 mit dem Abitur verließ.